# Мария Аделаида Португальская
До́на Мари́я Адела́ида Португа́льская, госпожа ван У́ден (31 января 1912 — 24 февраля 2012) — инфанта португальская, младшая дочь герцога Брагансского Мигеля и принцессы Марии Терезы Лёвенштейн-Вертгейм-Розенбергской, в браке — госпожа ван Уден.

## Биография
Инфанта Мария Аделаида во французском городе Сен-Жан-де-Люз в семье Мигеля, герцога Брагансского (единственного сына свергнутого короля Португалии Мигеля II и Аделаиды Лёвенштейн-Вертгейм-Розенбергской) и его второй супруги Марии Терезы Лёвенштейн-Вертгейм-Розенбергской. Мария стала восьмым ребёнком и седьмой дочерью в семье.
Благодаря тому, что бабка Марии Аделаида Лёвенштейн-Вертгейм-Розенбергская смогла выдать своих дочерей, тёток инфанты, за представителей европейских королевских семей, среди двоюродных братьев и сестёр Марии были: Цита, австрийская императрица и королева Венгрии, Феликс, принц Люксембургский, Шарлотта и Мария Аделаида, великие герцогини Люксембурга, Елизавета Амалия Австрийская, принцесса Лихтенштейнская, Елизавета, королева Бельгии, Антония, наследная принцесса Баварская, Мария Габриэла, наследная принцесса Баварская.
Инфанта получила образование в колледже Sacre Coeur в Риденберге, Бавария. 13 октября 1945 года Мария вышла замуж за доктора Николаса ван Удена (1921—1991), голландца по национальности. Николас занимался биохимией и был большим специалистом в области дрожжей. В 1975 года он получил португальское гражданство. Инфанта с мужем проживали в Вене, где она работала медсестрой и социальным работником. Во время Второй мировой войны, когда город бомбили немецкие бомбы, инфанта оказывала помощь пострадавшим. Мария участвовала в Движении Сопротивления и была приговорена нацистами к смерти. Председатель португальского Совета Министров Антониу ди Оливейра Салазар вмешался в дело о Марии, утверждая, что она является национальным героем Португалии и членом королевской семьи. Такое заявление помогло Марии освободиться от немцев и уехать жить в Швейцарию к своему брату Дуарте Нуно, герцогу Брагансскому. После войны семья вновь вернулась в Австрию.
В 1949 году они уехали в Португалию. К тому времени её муж получил высшее медицинское образование в Венском университете и стал специалистом в области дрожжей, также занимался заболеваниями кожи. Переехав в Португалию, Николасу было запрещено заниматься медициной. Он стал работать в небольшой лаборатории на факультете естественных наук Лиссабонского университета, пока не стал сотрудничать с португальским частным фондом Гюльбенкян.
Николас скончался в возрасте 70 лет в 1991 году. Мария Аделаида умерла 24 февраля 2012 года, менее чем через месяц после своего столетнего юбилея. Её сын Франсишку ван Уден сообщил информационному агентству Lusa, что отпевание усопшей состоится в Монастыре Жеронимуш в Лиссабоне. Племянник Марии Дуарте Пиу, герцог Браганский является сегодня главой дома Браганса и основным претендентом на португальский престол в случае восстановления монархии.

## Дети
| Имя                                           | Рождение        | Примечание                                            |
| --------------------------------------------- | --------------- | ----------------------------------------------------- |
| Адриану Сержиу де Браганса ван Уден           | 9 апреля 1946   | Женился на Марии Жезуш де Салданья де Соуза-и-Менезеш |
| Нуно Мигел де Браганса ван Уден               | 2 сентября 1947 | Женился на Марии ду Розариу Чиолла Бонневиле          |
| Франсишку Шавьер Дамиану де Браганса ван Уден | 8 сентября 1949 | Женился на Марии Терезе Энрикеш Жил                   |
| Филиппа Теодора де Браганса ван Уден          | 22 июня 1951    | Вышла замуж за Антониу Мигела Д’Атогия да Роша Фонтеш |
| Мигел Энрику де Браганса ван Уден             | 31 июля 1953    | Женился на Марии ду Карму Леон Понсе Дентиню          |
| Мария Тереза де Браганса ван Уден             | 24 июня 1956    | Вышла замуж за Жуан Рикарду да Камара Шавеш           |